# Larressore
Larressore (in lingua basca: Larresoro) è un comune francese di 1 584 abitanti situato nel dipartimento dei Pirenei Atlantici nella regione della Nuova Aquitania. Il suo territorio è attraversato dal fiume Nive.

## Società

### Evoluzione demografica
Abitanti censiti